# Rosales (đô thị)
Rosales là một đô thị thuộc bang Chihuahua, México. Năm 2005, dân số của đô thị này là 15935 người.